# Hârtop
Hârtopul, de asemenea Hîrtop, este o formă de relief, sub forma unei adâncituri în formă de amfiteatru, formată în rocile moi sub influența alunecărilor de teren și eroziunii prelungite. Ajunge la un diametru de la 3-4 km, și o adâncime de 100-200 metri.
Hîrtopurile sunt comune în Republica Moldova, mai ales în masivul Codrilor, unde carstul este răspândit, respectiv și golurile subterane, care odată prăbușindu-se condiționează formarea respectivei forme de relief. 
Toponimul „Hîrtop” este purtat de o serie de localități din raioanele Cantemir, Cimișlia, Grigoriopol, Fălești, Florești, Leova, Taraclia și Telenești din R. Moldova.